# شاهپور
شاهپور یک واژه و عنوان پارسی به معنای پسر شاه است. برخلاف واژهٔ شاهزاده که از نظر جنسیتی خنثی است، شاهپور واژه‌ای مرکب از شاه+پور به معنای «پور شاه» یا «پسر شاه» است و تنها به فرزندان پسر شاهان اشاره دارد. این عنوان با پرنس (Prince) در زبان‌های اروپایی که آن نیز برای شاهزادگان پسر استفاده می‌شود، برابر است.